# Queido Traoré
Queido Traoré, né le 15 octobre 1994 à Diataya au Mali,, est un joueur français de handball évoluant au poste d'ailier gauche au Chambéry Savoie Mont Blanc Handball.

## Biographie
Né au Mali, Queido Traoré est arrivé en France à l'âge de quatre ans. Queido Traoré découvre le handball dans l'Ain à Meximieux, puis au club d’Ambérieu. Il évolue ensuite au pôle espoir de Lyon et rejoint le club de Villeurbanne où il fait ses premières apparitions avec l'équipe de Nationale 1.
En 2012, il rejoint le centre de formation de Chambéry où il signe son premier contrat de joueur professionnel en 2015.
En 2015, il est également sélectionné avec l'Equipe de France junior avec laquelle il remporte le Championnat du monde.
En 2019, pour la première fois de l'histoire du club de Chambéry, il remporte la Coupe de France.
Queido Traoré est un ailier réputé rapide sur montée de balle. Bon défenseur, il est capable de défendre sur un poste d'arrière (poste 2) ou en défenseur avancé.

## Palmarès

### En club
Compétitions nationales
- Vainqueur du Trophée des champions (1) : 2013
- Vainqueur de la Coupe de France (1) : 2019
- Finaliste de la Coupe de la Ligue (1) : 2022

### En équipe nationale
Équipe de France junior (U21)
- Médaille d'or au Championnat du monde junior 2015